# Миланезе, Томмазо
Томмазо Миланезе (итал. Tommaso Milanese; род. 31 июля 2002, Галатина, Апулия) — итальянский футболист, полузащитник клуба «Кремонезе», на правах аренды выступающий за «Венецию».

## Футбольная карьера
Томмазо — уроженец Галатины, итальянской коммуны, которая располагается в регионе Апулия, в провинции Лечче. Воспитанник академии одного из лидеров итальянского футбола — клуба «Рома». В ноябре 2018 года подписал с римлянами свой первый профессиональный контракт.
5 ноября 2020 года дебютировал в профессиональном футболе и в основной команде «Ромы» в поединке Лиги Европы против «ЧФР Клуж», который закончился победой «Ромы» со счётом 5:0. Томмазо появился на поле на 74-й минуте, заменив Бриана Кристанте и отметился голевой передачей на Педро.
25 августа 2021 года Миланезе перешёл на правах годичной аренды в клуб Серии B «Алессандрия».